# Kersana Malima
Kersana Malima est un woreda du centre de l'Éthiopie situé dans la zone Sud-Ouest Shewa de la région Oromia. Partie ouest de l'ancien woreda Kersana Kondaltiti, il a 81 015 habitants en 2007. Le woreda est connu pour le site de Melka Kunture et l'église d'Adadi Mariam. Son chef-lieu est Lemen.

## Origine et nom
L'Atlas of the Ethiopian rural economy montre l'étendue de l'ancien woreda Kersana Kondaltiti bordé à l'époque par Alem Gena, Akaki, Ada'a Chukala, Dugda Bora, Sodo, Kokir et Tole.
Kersana Kondaltiti se subdivise avant 2007 entre Kersana Malima et Sodo Dacha,.
Le nom de Kersana Malima peut se traduire par « Kersa et Malima », de même que son équivalent en oromo : Qarsaa fi Maallima.

## Situation
Lemen est à environ 60 km d'Addis-Abeba sur la route en direction de Butajira, Arba Minch et Yabelo,.
Le woreda Kersana Malima se situe dans l'est de la zone Sud-Ouest Shewa. L'Awash le sépare de la zone spéciale Oromia-Finfinnee au nord. Il s'étend au sud jusqu'à la zone Gurage qui se rattachait à la région des nations, nationalités et peuples du Sud jusqu'en août 2023 et fait désormais partie de la région Éthiopie du Centre.
|            | Sebeta Hawas   | Akaki      |
| Tole       | Kersana Malima | Sodo Dacha |
| Seden Sodo |                | Soddo      |

## Population
Le recensement national de 2007 fait état pour ce woreda d'une population de 81 015 habitants dont 8 % de citadins qui sont les 6 536 habitants de Lemen.
La plupart des habitants (98 %) sont orthodoxes et près de 1,5 % sont protestants.
En 2022, la population du woreda est estimée à 117 668 personnes avec une densité de population de 204 personnes par km2 et 577 km2 de superficie.

## Lieux célèbres

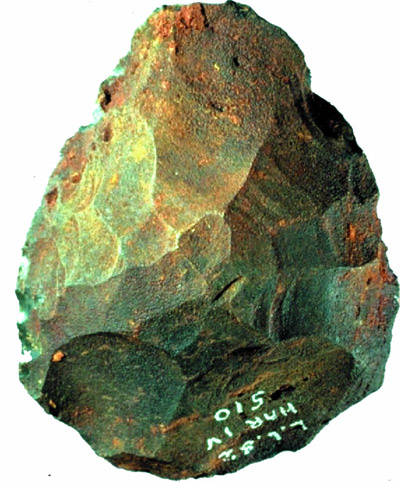
Biface acheuléen en obsidienne découvert près du lac Langano. Musée de Melka Kunture.

Le site archéologique Melka Kunture se trouve à la limite nord du woreda sur l'Awash. Le woreda est également connu pour l'église monolithe d'Adadi Mariam.

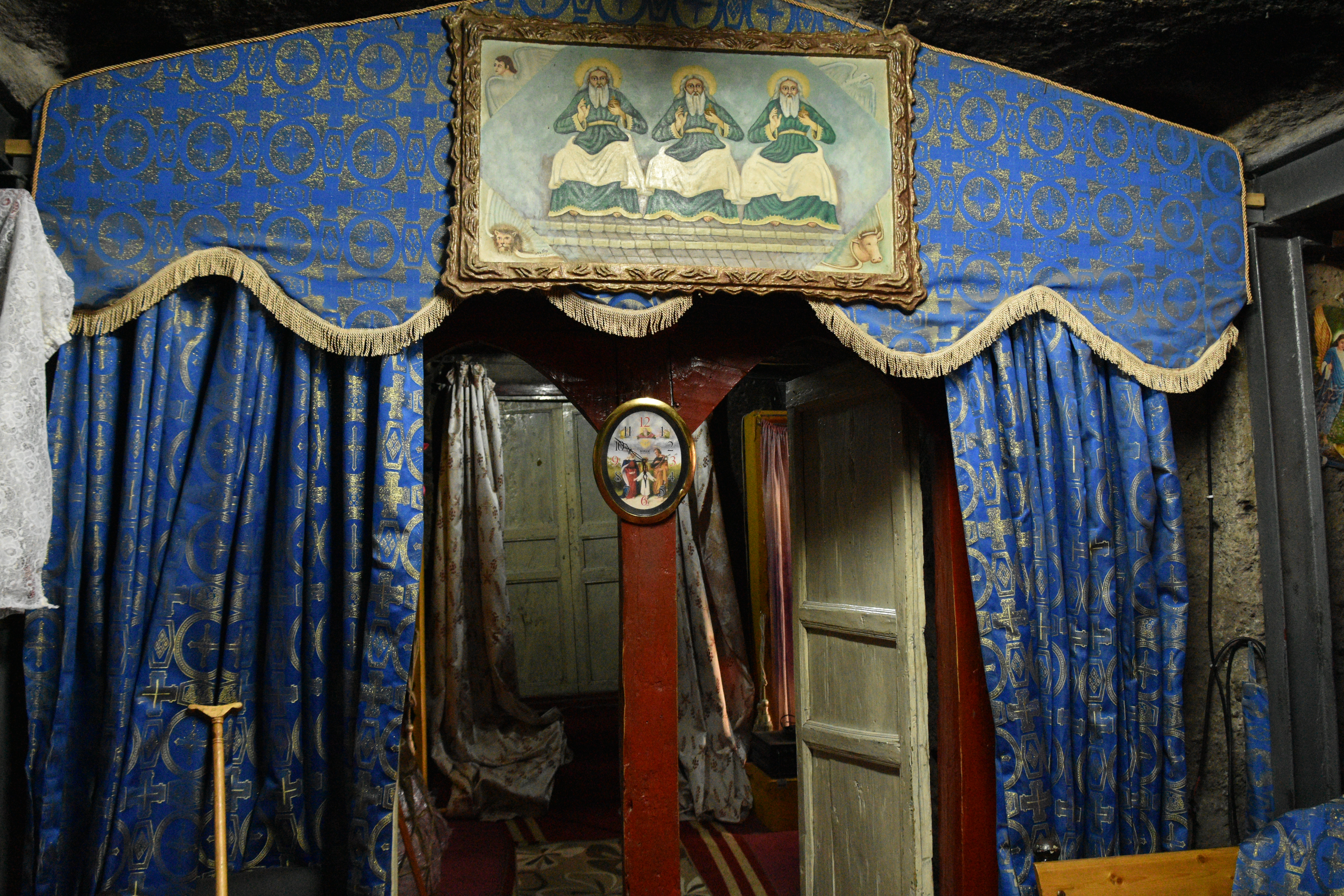
Vue de l'intérieur de l'église d'Adadi Mariam.
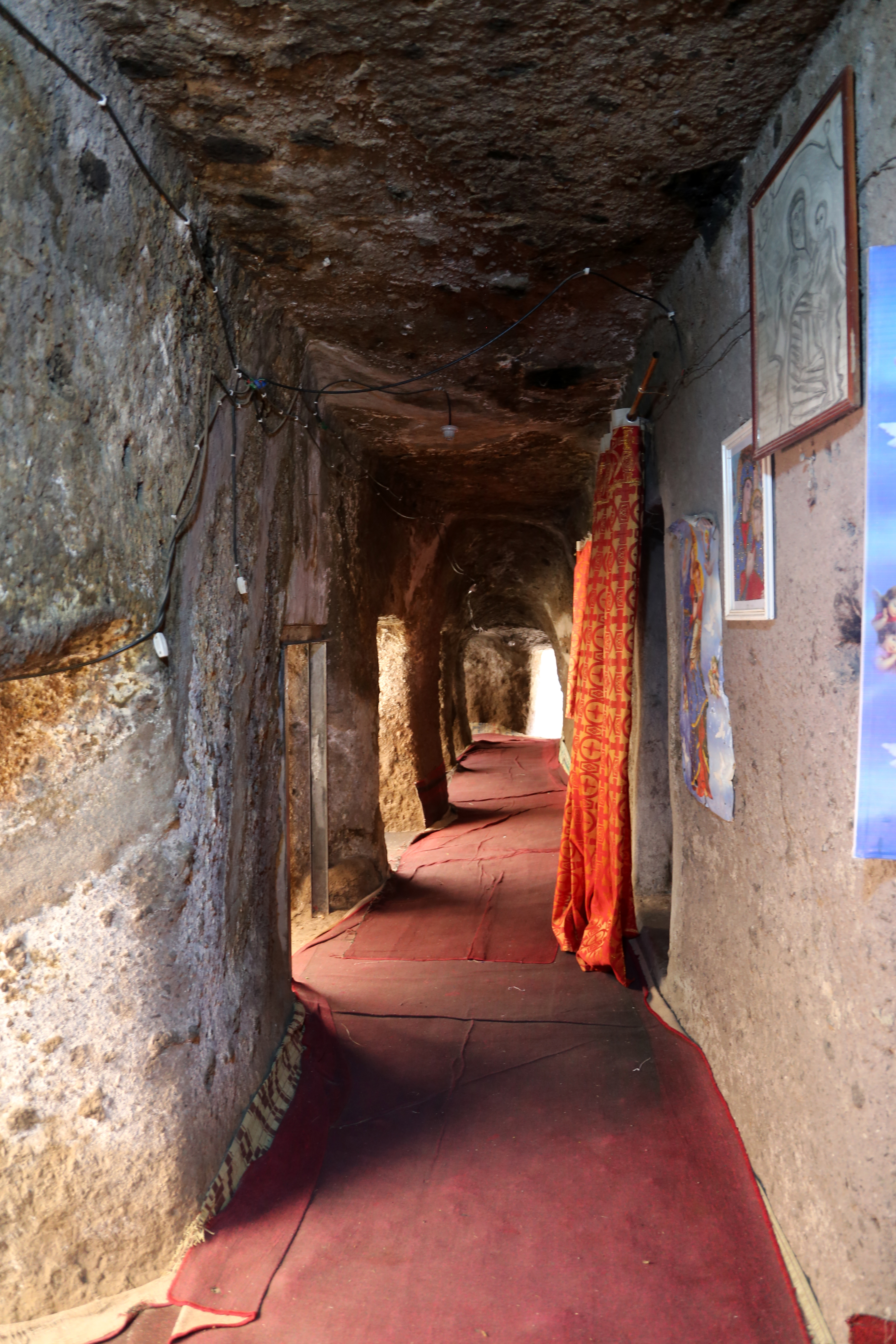
Couloir à arcades le long de l'église.
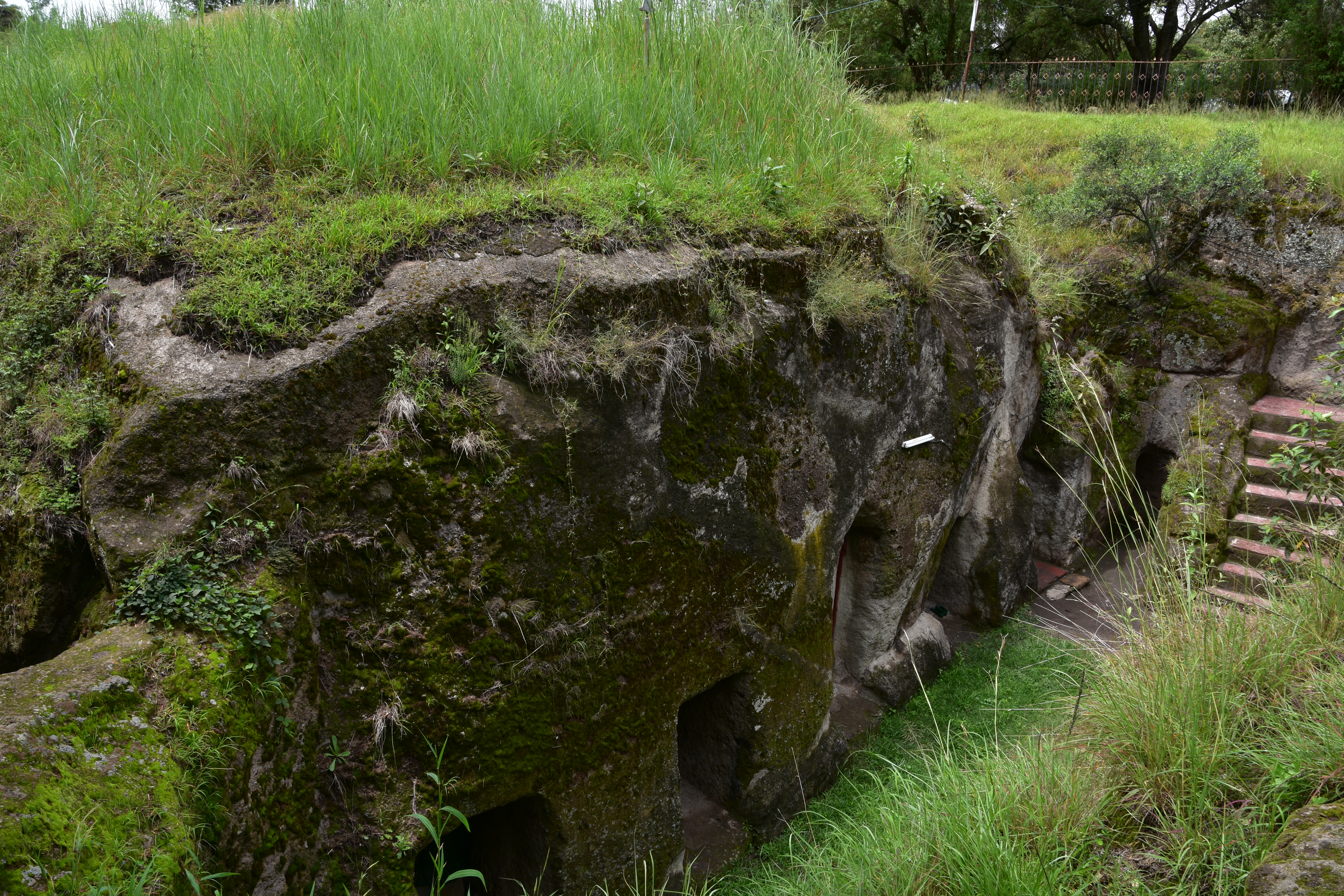
Extérieur de l'église.